# Festival d'Òpera de Butxaca
El Festival d'Òpera de Butxaca de Barcelona, després Festival d'Òpera de Butxaca i Noves Creacions és un festival de música destinat a la presentació d'obres teatrals musicals de petit format, moltes d'elles contemporànies i de nova creació.

## Història
Creat el 1993 per Toni Rumbau, va ser organitzat fins al 2002 per La Fanfarra-Teatre Malic. A partir del 2004, el Festival està organitzat pel Centre d'Iniciatives del Teatre de les Arts (CITART) amb Toni Rumbau com a director artístic i Dietrich Grosse com a gerent. El 2007 arribà a la seva dotzena edició. El 2008, el Festival publicà un comunicat en el que suspenia l'edició de 2008 arran de la falta de suport de les administracions, que feien inviable el projecte. Avui, no se sap si l'edició de 2009 tindrà lloc o no.
Durant la seva trajectòria, el festival ha servit com a plataforma d'artistes joves, intèrprets i creadors, i un dels pocs fòrums dedicats a la creació i impuls de noves òperes. Alguns dels autors han vist les seves obres estrenades en altres escenaris.
L'escenari habitual de les representacions va ser, fins al 1996, el Teatre Malic, però des de 1995 van fer-se en altres teatres i ciutats com Lleida o Ripollet. El 1996 van fer-se'n espectacles a Madrid, al Teatro de la Abadía, i a Santiago de Compostel·la. El 1998 també va fer representacions a Alessandria (Itàlia). A partir de 1997, les representacions van fer-se a diverses sales de Barcelona: el Malic, Teatre Artenbrut, Sala Beckett, Versus Teatre, Nou Tantarantana, Mercat de les Flors, Luz de Gas, Institut del Teatre, CCCB, Teatre Lliure, etc.
Tot i ser anual, de la sisena edició de 1998 va passar a la setena dos anys després, el 2000; la vuitena, el 2002; la novena, el 2004, recuperant l'anualitat: la desena el 2005, l'onzena el 2006 i la dotzena el 2007.

## Estrenes del festival
Es donen les estrenes absolutes fetes en el marc del festival.
- 1993: Violeta, amb música de Manuel Garcia Morante i text de Josep Maria Carandell (octubre, Teatre Malic)
- 1995: La petita bufa, amb música de Jordi Rossinyol i llibret d'Albert Mestres (26 d'octubre); Casting d'Eduardo Diago (desembre, Malic); En Landsoldats Dagbog de Jacob Draminsky (15 de novembre, Malic)
- 1996: Resaca, espectacle musical de Fran Pérez, amb text de Pepe Sendón (31 d'octubre, Malic)
- 1997: Macbeth o Macbetto de Xavier Albertí (21 d'octubre, Artenbrut); Cecilio in memoriam d'Eduardo Diago (8 de novembre, Artenbrut); Macbeth sempre de Claudio Zuilán (14 de novembre, Sala Beckett)
- 1998: Ruleta, música d'Enric Palomar i llibret d'Ana María Moix i Rafael Sender (22 d'octubre, Mercat de les Flors)
- 2000: Esquizofrenia: òpera psicòtica d'Eduardo Diago (2 de novembre, Versus Teatre); La lluna i la bruna, conte musical per a nens de Cristina Garcia-Prats (Malic)
- 2002: Els contes de Sade, amb música d'Enric Ferrer i llibret de Pau Guix (27 de novembre, Malic); <MR.X>_ _ _ <MR.X>, "miniòpera multimèdia" de Jakob Draminsky Højmark, amb text d'Enric Casasses (27 de novembre, CCCB); Les amigues de la Rosa, conte musical per a nens amb música de Cristina García-Prats i guió de Clara del Ruste (27 de novembre, Centre Cívic Cotxeres de Borrell); Fragor "òpera de gest" amb música d'Eduard Resina (4 de desembre, Cotxeres de Borrell).
- 2004: Bruna de nit, de Xavier Pagès (música) i Joan Duran (text) (26 de novembre, CCCB); Decorado con tres vistas, amb música de Domènech González de la Rubia, Eduardo Diago i Sergio Fidenraizer, amb text d'Edgardo Dobry (18 de novembre, Auditori de la SGAE).[3]
- 2006: Trenes de marzo "òpera electroacústica per a contratenor música de Lars Graugaard (2 de novembre, Beckett); Nou I-D sobre idea de Rosa Sánchez i amb música d'Alain Baumann.

El 2006 va promoure la reestrena d'Il più bel nome d'Antonio Caldara, a Tarragona i el 2009 va col·laborar en l'estrena a París de Hypermusic prologue d'Hèctor Parra.
A més s'hi han fet estrenes d'obres que no s'havien vist encara a Barcelona: Orfeo vedovo d'Alberto Savinio i Hind und zuruk de Paul Hindemith, Y un tablero... d'Eduardo Diago, o The medium, Miss Donnithorne's maggot i Eight songs for a mad king de Peter Maxwell Davies, o El fervor de la perseverança de Carles Santos.
Entre les òperes clàssiques que s'hi han representat hi ha títols com: Venus and Adonis de John Blow; Don Quisciotte de Georg Philipp Telemann; Il geloso schernito i La vídua enginyosa de Pergolesi; La serva padrona i Il barbiere di Siviglia de Giovanni Paisiello; Prima la musica e poi le parole d'Antonio Salieri; L'empresari teatral de W. A. Mozart; Il maestro di cappella en les versions de Domenico Cimarosa i Ferdinand Paër; Mozart i Salieri de Nikolai Rimski-Kórsakov; La història del soldat d'Igor Stranvinski; Il segreto di Susanna d'Ermanno Wolf-Ferrari, The telephone de Gian Carlo Menotti, i To whom it may concern i Trouble in Tahiti de Leonard Bernstein.
A més, van fer-s'hi versions lliures per a titelles de clàssics com Rigoletto de Verdi, Der fliegende Holländer de Wagner i Don Giovanni de Mozart.